# 李长林
李长林（1917年—1999年），男，四川渠县人，中华人民共和国军事人物，曾任新疆军区副司令员、新疆维吾尔自治区政协副主席、乌鲁木齐军区顾问。